# Municipio de Snakebite
El municipio de Snakebite (en inglés: Snakebite Township) es un municipio ubicado en el  condado de Bertie en el estado estadounidense de Carolina del Norte. En el año 2010 tenía una población de 1.410 habitantes.

## Geografía
El municipio de Snakebite se encuentra ubicado en las coordenadas 36°5′31.87″N 77°3′29.39″O / 36.0921861, -77.0581639.